# Alamanno Salviati
Alamanno Salviati (Firenze, 21 marzo 1669 – Roma, 24 febbraio 1733) è stato un cardinale italiano.

## Biografia
È il figlio di Giovanni Vincenzo Salviati, marchese di Montieri, e di Laura Corsi, di marchesi di Caiazzo.
Discendente della ricca e nobile famiglia dei Salviati di Firenze, conseguì il titolo di dottore in legge all'Università di Pisa nel 1696, quindi iniziò una carriera in ambito ecclesiastico.
Nel 1707 fu protonotario apostolico, mentre dal 1711 ricoprì l'incarico di vice-legato ad Avignone.
Nel 1717 divenne preside di Urbino. Papa Benedetto XIII lo nominò cardinale presbitero nel concistoro dell'8 febbraio 1730 con il titolo di Santa Maria in Ara coeli.
Altri incarichi ricoperti furono quelli di prefetto del Tribunale Supremo della Segnatura Apostolica di Giustizia dal 27 luglio 1730 e di legato ad Urbino nel biennio 1731-32.
Morì a Roma, ma il suo corpo venne riportato a Firenze dalla famiglia. Fu sepolto nella cripta della Cappella Salviati, vicino a Sant'Antonino Pierozzi nella chiesa di San Marco.